# Parc national de Daisen-Oki
Pour les articles homonymes, voir Daisen.
Le parc national de Daisen-Oki (大山隠岐国立公園, Daisen-Oki kokuritsu kōen) est un parc national japonais situé dans le Chūgoku.

## Géographie

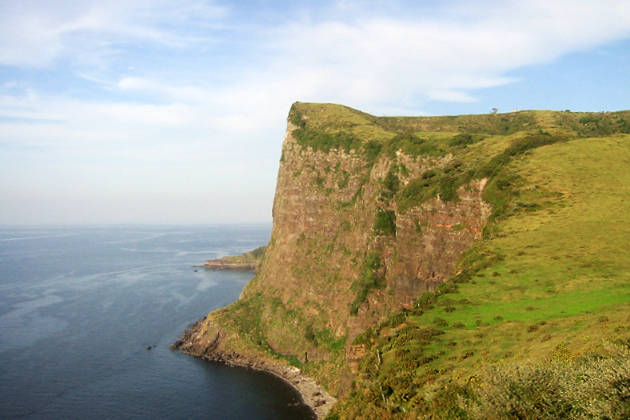
Falaise Matengai d'une hauteur de 257 mètres sur une des îles Oki, Nishinoshima.

Le parc a été créé en 1936 et couvre une surface de 350,53 km2. Il comprend la région montagneuse s'étendant du mont Hiruzen au mont Daisen (altitude 1 729 m), le plus haut pic des montagnes du Chūgoku. Le parc est également célèbre pour l'archipel d'Oki avec ses caves et falaises créées par l'érosion des vagues.